# Ernst Achenbach
Pour les articles homonymes, voir Achenbach.
 (août 2024).
Si vous disposez d'ouvrages ou d'articles de référence ou si vous connaissez des sites web de qualité traitant du thème abordé ici, merci de compléter l'article en donnant les références utiles à sa vérifiabilité et en les liant à la section « Notes et références ».
Ernst Achenbach, né à Siegen le 9 avril 1909 et mort à Essen le 2 décembre 1991, est un juriste et diplomate allemand membre du parti nazi travaillant en France pour l'ambassade d'Allemagne à Paris, avant et sous l'Occupation pendant la Seconde Guerre mondiale. 
Après la guerre il est député au Bundestag, le parlement fédéral de l'Allemagne de l'Ouest, de la troisième législature à la septième (de 1957 à 1976). 

## Biographie
Secrétaire d'ambassade à Athènes en 1938, juste avant la seconde guerre mondiale, il se lie d'amitié avec son homologue Roger Peyrefitte, avec qui il fréquente les « bains de bois » et avec qui il partage l'idée de la « patrie morale » universelle. 
Toutefois, il sera ensuite connu pour avoir participé, les 4 et 6 mars 1943, à la déportation de 2 000 Juifs à Auschwitz, en représailles à un attentat commis contre deux officiers allemands le 15 février de la même année. Après la Seconde Guerre mondiale, il n'est pas poursuivi, travaillant comme avocat en Allemagne de l'Ouest (RFA), devenant même député et le défenseur au Bundestag des criminels nazis pour lesquels il souhaite l'amnistie.
En 1970, il va être nommé pour représenter la République fédérale d'Allemagne comme commissaire à la Commission européenne, lorsque cette décision est annulée, devant le scandale provoqué par la diffusion du dossier réuni par Serge et Beate Klarsfeld, qui produisent le télégramme du 15 février 1943 signé Achenbach, évoquant l'arrestation et le transfert à l'Est de deux mille Juifs  (dernière phrase : Als einstweilige Sühnemaßnahme ist geplant, 2000 Juden zu verhaften und nach den Osten zu verbringen).
| Télégramme du 15 février 1943 de Paris au Ministère des Affaires Etrangères à Berlin, signé Achenbach Telegramm vom 15. Februar 1943 aus Paris an das Auswärtige Amt in Berlin, von Achenbach unterzeichnet Paris, den 15. Februar 1943 – 22.30 Uhr Ankunft: 15. Februar 1943 – 23.25 Uhr Nr. 1701 vom 15.2. CITISSIME! Am 13.02.1943 gegen 21.10 Uhr wurden Oberstleutnant Winkler und Major Dr. Nussbaum vom Stab Luftwaffenkommando III auf dem Wege von ihrer Dienststelle nach ihrer Unterkunft Paris, Hotel »Louvre« kurz nach Passieren des Louvre-Durchgangs an der Seine von hinten beschossen. Oberstleutnant Winkler wurde durch 3 und Major Dr. Nussbaum durch 2 Schüsse verletzt. Beide verstarben noch in der Nacht nach Einlieferung in ein Lazarett. Am Tatort sind 7 Hülsen, Kal. 7,65mm, die vermutlich aus derselben Waffe stammen, gefunden worden. Die Ermittlungen gegen den oder die Täter sind noch im Gange. Als einstweilige Sühnemaßnahme ist geplant, 2000 Juden zu verhaften und nach den Osten zu verbringen. Achenbach |

À sa place est nommé commissaire européen Ralf Dahrendorf. 
Il meurt à Essen le 2 décembre 1991.